# Marlene Mungunda
Marlene Mungunda oder Marline Mungundu (* 11. September 1954 in Mariental, Südwestafrika) ist eine namibische Politikerin.
Sie ist Parlamentsmitglied in der Fraktion der regierenden SWAPO und war von 2005 bis 2010 Minister für Geschlechtergleichberechtigung und Kinderwohlfahrt (Gender Equality and Child Welfare). Zuvor war sie von 2004 bis 2005 Ministerin für Arbeit und Soziales.